# Compositie VII (de drie gratiën)
Compositie VII (de drie gratiën) is een belangrijk schilderij van de De Stijl-voorman Theo van Doesburg. Het werk bevindt zich in het Mildred Lane Kemper Art Museum (voorheen de Washington University Gallery of Art) in Saint Louis, Missouri.

## Het werk
Het werk is beïnvloed door de zijluiken van het schilderij Compositie 1916 no. 4, beter bekend als het Mijntriptiek, van Bart van der Leck, dat Van Doesburg in december 1916 in de collectie van Helene Kröller-Müller in Den Haag zag. De figuratieve aanleiding van Van Doesburgs werk is onbekend. Naast Compositie VI (op zwart fond) is het het enige schilderij op een zwarte ondergrond dat Van Doesburg maakte.
Van Doesburg gaf het werk omstreeks 1921 aan zijn vrouw Lena Milius, die het later 'teruggaf' aan Van Doesburgs derde vrouw, Nelly van Doesburg. Zij verkocht het in 1947 via Peggy Guggenheims Art of this Century Gallery en met steun van het Yeatman Fund aan de kunstverzameling van de Washington University in St. Louis.